# Liljana Kowatschewa (Pädagogin)
Liljana Kowatschewa (auch Lili Kovatcheva, Lili Kovačeva, bulgarisch Лиляна Ковачева; * 1960 in Kjustendil, Bulgarien) ist eine bulgarische Pädagogin und Romaaktivistin. Sie war die erste Romani, die in Bulgarien promoviert wurde.

## Leben
Liljana Kowatschewa wurde 1960 in Kjustendil im Südwesten des Landes geboren. Ihre Familie sprach das bulgarische Erli-Romani (Yerli) und sie wuchs in der Machala der Roma auf. Kowatschewa absolvierte ein Studium der Grundschulpädagogik an der Süd-West-Universität Neofit Rilski (SWU, ЮЗУ) in Blagoewgrad. Anschließend war sie 15 Jahre lang Lehrerin und vier Jahre Leiterin einer Schule für Roma in Kjustendil und beteiligte sich aktiv an der Entwicklung und Umsetzung von Bildungsprojekten für Schüler und Eltern ethnischer Minderheiten. Bei Forschungsaufenthalten an der Universität von Amsterdam, am Open Society Institute in Budapest und in Neu-Delhi befasste sie sich zwischen 1998 und 2001 mit dem Interkultureller Dialog, mit Organisationen der Roma in Mittel- und Osteuropa und der Herkunft der Roma aus Indien.
Kowatschewa arbeitete im Jahr 2000 als Expertin im Nationalen Rat für ethnische und demografische Fragen beim Ministerrat. Von 2002 bis 2007 war sie als Expertin für Romani als Muttersprache im Ministerium für Bildung und Wissenschaft tätig. Während dieser Zeit erstellte sie in einer Arbeitsgruppe Lehrpläne für Romani als Muttersprache und entwickelte beim Europarat ein Portfolio für diese Sprache. Kowatschewa wurde 2007 zur Chefexpertin am Zentrum für Bildungsintegration von Kindern und Studenten ethnischer Minderheiten (Център за образователна интеграция на децата и учениците от етническите малцинства) ernannt, wo sie von 2011 bis 2015 Direktorin war und noch weiterhin tätig ist. Im Jahr 2015 verteidigte sie ihre Dissertation am Institut für Ethnologie und Folklore der Bulgarische Akademie der Wissenschaften über Feste und Riten der Roma in Zentralwestbulgarien.
Als Aktivistin engagiert sich Kowatschewa seit den 1990er Jahren für Frauenrechte der Romnja und die Erforschung der Romakultur. Sie nimmt an internationalen Foren sowie Konferenzen teil, entwickelte Lernmaterialien für Romakinder und übersetzte aus und ins Romani. Kowatschewa ist Autorin einer Reihe von Publikationen.

## Schriften (Auswahl)
- Rom knows the way. New Delhi 2000.
- O Rom dzhanel o drom. New Delhi 2001.
- als Lili Kovatcheva: Shakir Pashov. O apostoli e romengoro 1898–1981 = «Шакир Пашов. Апостолът на ромите в България 1898–1981». Kham, Sofia 2003.
- als Lili Kovačeva: Armanja. Baxtaljaripe. Paramisies. Dimi 99, Sofia 2008.
- «Съкровен свят. Празнично-обредна система на ромите в Средна Западна България». Просвета, София 2015. ISBN 978-954-01-3129-0.
- Innermost World. Festive-Ritual System of the Roma People in Central Western Bulgaria. Prosveta, Sofia 2015.

Lehrbuch:
- mit Пенка Димитрова, Мария Бончева, Невена Петрова: «Буквар за 1. клас». 2017. ISBN 978-619-222-027-3 (E-Book: ISBN 978-619-222-033-4).